# Taraxella
Taraxella Wanless, 1984 è un genere di ragni appartenente alla famiglia Salticidae.

## Distribuzione
Le cinque specie oggi note di questo genere sono state rinvenute in Asia sudorientale: due specie sono endemiche del Borneo; due di Sumatra e una della Malaysia.

## Tassonomia
A giugno 2011, si compone di cinque specie:
- Taraxella hillyardi Wanless, 1987 — Malesia
- Taraxella petrensis Wanless, 1987 — Sumatra
- Taraxella reinholdae Wanless, 1987 — Borneo
- Taraxella solitaria Wanless, 1984[2] — Borneo
- Taraxella sumatrana Wanless, 1987 — Sumatra